# Powelliphanta lignaria

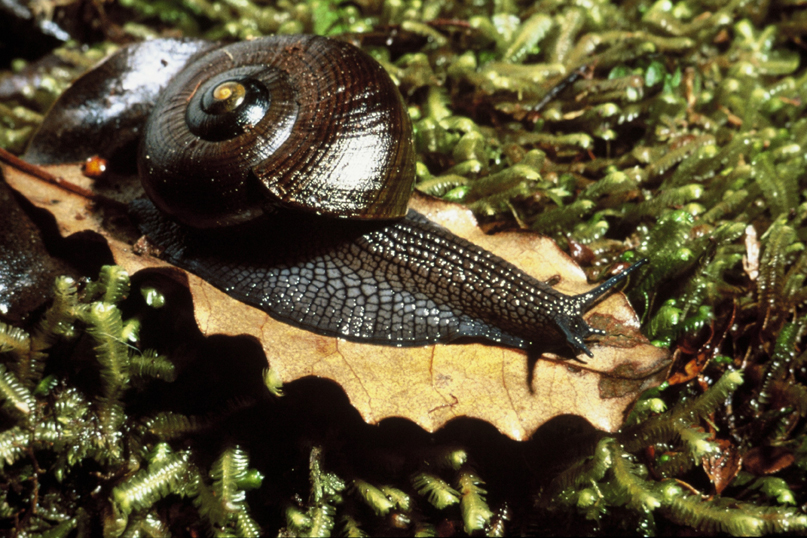
Powelliphanta lignaria johnstoni, Mokihinui River

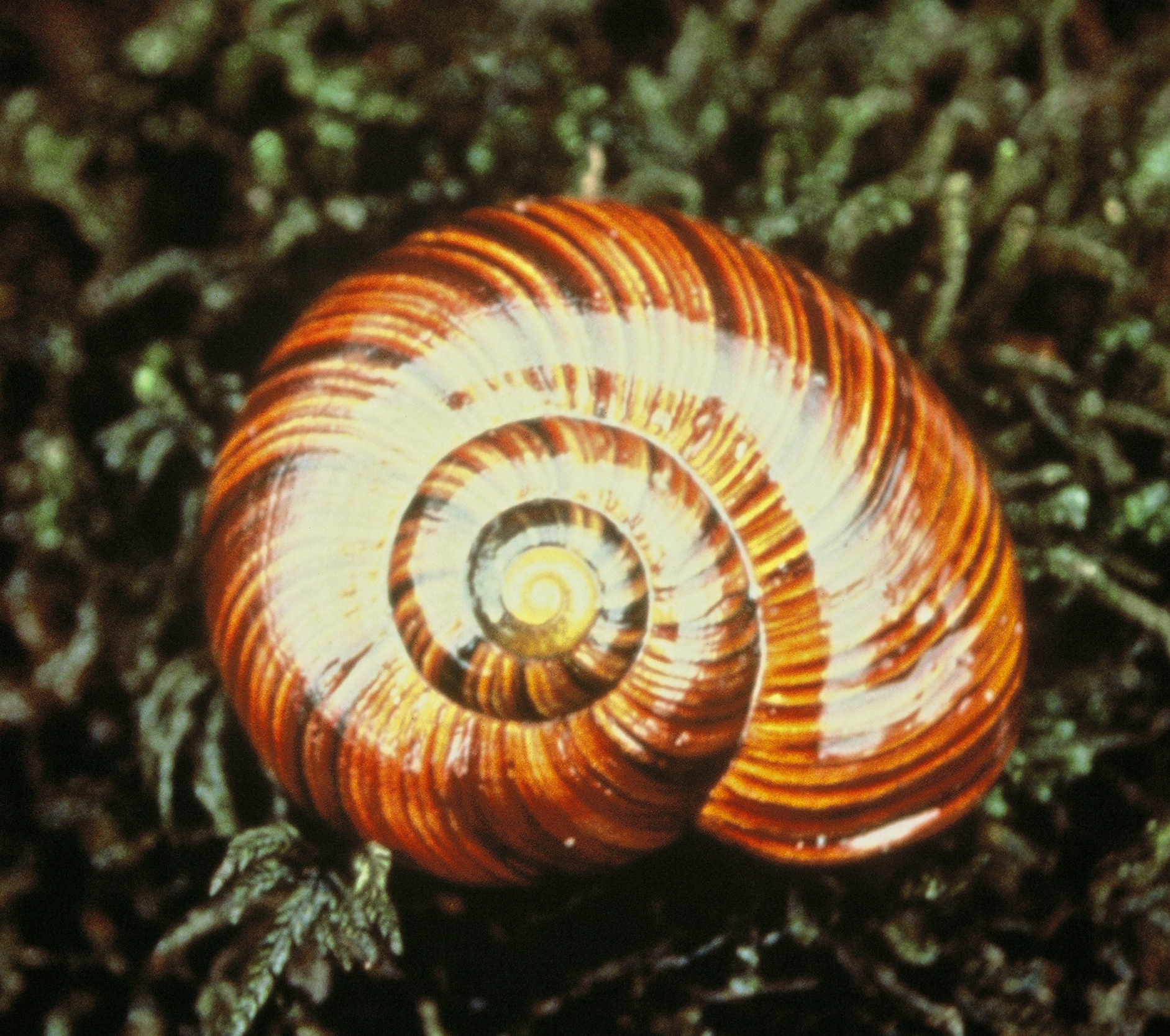
Gehäuse von Powelliphanta lignaria lusca

Powelliphanta lignaria ist der Name einer räuberisch lebenden Schnecke aus der Familie Rhytididae in der Unterordnung der Landlungenschnecken (Stylommatophora), die in Neuseeland verbreitet ist.

## Merkmale
Die Oberfläche des genabelten, mäßig großen Schneckenhauses von Powelliphanta lignaria weist dorsal eine mikroskopische Skulpturierung mit engen Spiralstreifen und typischerweise radiale Banden mit abwechselnden gelblichen und dunkel rötlich braunen Streifen auf. Bei einzelnen Individuen sind die braunen Banden recht breit, doch sind die gelblichen immer unveränderlich schmal. Außerdem gibt es zusätzlich mehrere etwa kräftigere flache spiralige Furchen zur oberen Naht hin. Das Haus der erwachsenen Schnecke hat einschließlich des Protoconch fünf bis fünfeinhalb Umgänge. Die Durchmesser des Hauses bei Tieren von St. Helens betragen 48 mm bis 59 mm und 39,5 mm bis 49,5 mm, die Höhe rund 27 mm bis 34 mm. Die Zahnformel der Radula lautet 70+1+70. Der Zentralzahn hat dieselbe Größe wie die benachbarten Lateralzähne. Die einzelnen Zähne ähneln denen bei Powelliphanta hochstetteri.

## Verbreitung und Vorkommen
Powelliphanta lignaria ist endemisch in einem Gebiet an der Westküste der Südinsel Neuseelands im nördlichen Westland zwischen den Flüssen Heaphy und Mokihinui. Sie lebt unter Laubstreu und Totholz in dichtem Regenwald des Tieflands mit Nothofagus spp. und Metrosideros robusta, Dacrydium cupressinum, Ripogonum scandens und Freycinetia banksii.

## Lebenszyklus
Wie andere Arten der Gattung Powelliphanta ist Powelliphanta lignaria langlebig und legt nach der gegenseitigen Befruchtung der Zwitter nur wenige Eier, die etwa 9 mm bis 10 mm lang und 8 mm breit sind.

## Ernährung
Die Hauptnahrung der Powelliphanta-Schnecken sind Regenwürmer.

## Fressfeinde und Bedrohung
Die hauptsächliche Bedrohung für Powelliphanta lignaria sind eingeschleppte räuberische Säugetiere, insbesondere Ratten und Kletterbeutler (Trichosurus vulpecula), aber auch Singdrosseln. Darüber hinaus wurde Anfang des 20. Jahrhunderts fast die Hälfte des Waldes abgeholzt, konnte sich aber zu großen Teilen regenerieren. Etwa 5 % bis 10 % des Gebiets wurden in Weideland verwandelt.

## Unterarten
Es gibt sieben Unterarten von Powelliphanta lignaria. Alle werden von der neuseeländischen Naturschutzbehörde (New Zealand Department of Conservation) als bedroht eingestuft:
- Powelliphanta lignaria johnstoni Powell, 1946 – Nationally Endangered
- Powelliphanta lignaria lignaria Hutton, 1888 – Nationally Vulnerable
- Powelliphanta lignaria lusca Powell, 1949 – Nationally Vulnerable
- Powelliphanta lignaria oconnori Powell, 1938 – Nationally Vulnerable
- Powelliphanta lignaria rotella Powell, 1938 – Nationally Endangered
- Powelliphanta lignaria ruforadiata Powell, 1949 – Nationally Endangered
- Powelliphanta lignaria unicolorata Powell, 1930 – Nationally Vulnerable